# ボタンアオサ
ボタンアオサ（Ulva conglobata）は、アオサ藻綱アオサ科に属する藻の1種である。済州島、青島 、横浜 などで分布の報告がある。

## 形態
和名は藻体が牡丹の花のように見えることに由来する。
藻体は葉状、膜質、あるいは円形をなし、高さ2-6cm。2列の細胞層から成り、細胞のサイズは縁辺部で厚さ34-39 µm、体下部で38-50 µmである。岡村によれば、細胞層を構成する細胞の大きさが藻体の内側と外側とで異なるのが特徴の一つである。
ボタンアオサはリボンアオサもしくはアナアオサの一部の個体と形態的な区別が困難で、これらの藻類の生育型と考える研究者もある。しかし、タイプ標本が不明であり、精査は困難である。

## 利用
本藻のメタノール抽出物にはシクロオキシゲナーゼ(COX-2)と誘導型一酸化窒素合成酵素（iNOS）の働きを抑制する効果が認められ、神経変性疾患の治療への効果が期待される。